# Jordan Washington
Jordan Washington (Newark, 24 de agosto de 1993) es un baloncestista estadounidense que pertenece a la plantilla de los Halifax Hurricanes de la NBL Canadá. Con 2,03 metros de estatura, juega en la posición de ala-pívot. 

## Trayectoria deportiva

### Universidad
Jugó dos años en el Indian Hills Community College en Ottumwa (Iowa), perteneciente a la NJCAA, en los que promedió 11,9 puntos y 6,5 rebotes por partido. Ya en la División I de la NCAA, jugó dos temporadas más con los Gaels del Iona College, en las que promedió 16,2 puntos y 7,0 rebotes por partido, En 2016 fue incluido en el segundo mejor quinteto de la Metro Atlantic Athletic Conference, mientras que la temporada siguiente lo sería en el primero.

### Profesional
Tras no ser elegido en el Draft de la NBA de 2017, firmó su primer contrato profesional con el Maccabi Hod HaSharon de la Liga Leumit, la segunda división israelí, donde promedió 21,1 puntos y 10,3 rebotes por partido, dejando el equipo en enero de 2018.
Fichó posteriormente por el equipo griego del Rethymno Cretan Kings, pero no llegó a debutar, dejando el mismo en agosto de 2018, para incorporarse a los Halifax Hurricanes de la NBL Canadá. Jugó una temporada en la que promedió 13,8 puntos y 5,9 rebotes por encuentro. En octubre de 2019 fichó por las Abejas de León de la Liga Nacional de Baloncesto Profesional de México, con los que en 22 partidos promedió 13,3 puntos y 5,9 rebotes.
El 22 de febrero de 2020 regresó a los Halifax Hurricanes, Hasta el parón por la pandemia de coronavirus promedió 17,2 puntos y 7,5 rebotes por partido.